# Arnould III de Wezemaal
Pour les articles homonymes, voir Arnould de Wezemaal, Arnould et Wezemaal.
Arnoul III de Wezemaal, de Wesemael(e) ((la): Arnulfo de Ursamata, de Ursumali, Arnulfus de Wesemale.), fils aîné d'Arnould II de Wezemaal succéda à son père comme seigneur de Wezemaal et maréchal héréditaire du duché de Brabant. Excommunié pour s'être révolté contre la mère de Jean Ier, futur duc de Brabant, il quitta ses terres pour rejoindre l'ordre du Temple, occupant alors la fonction de souverain maître d'Hôtel du roi de France Philippe le Hardi.

## Biographie
Fils aîné d'Arnould II et de Béatrice de Bréda, il est cité pour la première fois, au côté de son père, dans une charte datant de 1246 et dans laquelle ils vendent à l'abbaye de Val Virginal un moulin et la terre attenante (à Oplinter).
L'année exacte où il devient seigneur de Wezemaal et maréchal du Brabant n'est pas connu car on ne connaît pas précisément celle du décès de son père. Cet événement se situe entre 1260 et 1265 et on sait avec certitude qu'il l'était en 1265 lorsque son frère Godefroid, seigneur de Perck le mentionne en tant que tel.
Il s'était marié avec Elisabeth de la Frète vers 1247, dont on ne trouve plus trace après 1253, et n'a pas de descendance connue. Vraisemblablement veuf, il ne semble pas s'être remarié.
Résidant alors à Louvain, il prend la tête d'une coalition de Louvanistes s'opposant à la volonté d'Adélaïde de Bourgogne, régente du duché, qui voulait substituer l'héritier légitime Henri IV par son deuxième fils Jean Ier. Opposé aux seigneurs de Berthout et de Blanckaerts, il attaqua en 1266 le village d'Erps et le domaine des Berthout mais sans succès et ses deux frères furent faits prisonniers. Cette révolte qui couvait depuis 1259 prit fin en 1267, et il fut même excommunié.
Réconcilié avec la cour ducale, son excommunication fut levée et il aurait rejoint les templiers vers 1268/70. Il a vraisemblablement été destitué de sa charge de Maréchal du Brabant à la suite de ces événements et c'est son frère Godefroid qui semble être seigneur de Wezemaal, Westerloo, Perck et Oplinter en 1270.

### Carrière dans l'ordre du Temple
Ce n'est qu'après le décès de son épouse Elizabeth de la Frète, et alors qu'il n'a pas de postérité, qu'il rejoint l'ordre du Temple, laissant à son frère Godefroid ses possessions. Cet événement n'a pu se produire avant l'année 1269 si on suit le point de vue d'Alphonse Wauters. Il apparaît à Barletta dans deux chartes datant de 1271 et de 1274 où il obtient l'autorisation d'exporter des grains à destination de Saint-Jean-d'Acre. Alain Demurger pense qu'il était alors maître de la province des Pouilles. On connaît cependant le nom des dignitaires à ce poste pour cette période, et il apparaît plus probable qu'il n'ait été que précepteur de la commanderie de Barletta, dignitaire qui avait justement la charge d'assurer le bon déroulement des exportations pour la Terre Sainte, ou alors simplement de passage dans les Pouilles afin de rejoindre les Templiers en Orient. On sait également qu'il représentait Charles Ier d'Anjou à l'occasion du deuxième concile de Lyon en 1274.
Il se trouve en Terre sainte en 1275 lorsque Guillaume de Roussillon est envoyé avec des renforts soutenir Saint-Jean-d'Acre, et il devient ensuite Maître d'hôtel du roi Philippe le Hardi.
En 1277, il est envoyé par le roi de France dans le Condroz afin d'arbitrer un conflit qui opposait le duché de Brabant au comté de Namur, à savoir la guerre de la Vache. Cette même année, il se rendit également en Espagne, chargé de négocier le traité de Vitoria accompagné de Guillaume de Villaret, qui était à cette époque prieur de Saint-Gilles,.
À la fin de l'année 1277, il est envoyé avec l'évêque de Dol, Thiébaut de Poissi, interroger la béguine Isabelle de Spalbeek (nl) dans l'affaire où la reine Marie de Brabant est soupçonnée d'avoir empoisonné l'héritier de la couronne, Louis. Puis au début de l'année suivante, toujours chargé de cette affaire, il interroge Pierre de La Brosse, accusé de propos diffamatoires à l'encontre de la reine, cette fois-ci accompagné de Guillaume de Chambly, archidiacre de Meaux.
D'après les pièces du procès de l'ordre du Temple, il ressort que frère Arnould de Wezemaal était présent à Mont-de-Soissons en 1283 où il a reçu le frère Gautier de Bailleul,, puis en 1286 pour y recevoir le dernier précepteur de la commanderie d'Amblers (Ambrief), frère Egidius d'Espernaut,. Il était précepteur de la baillie de la Brie en 1286, et en 1289, il participa à un chapitre qui se tint à Breuil.
Il décède en 1291 et a été inhumé dans la chapelle de la commanderie de Chevru.

## Armoiries
Il portait : De gueules à trois fleur de lys d'argent posées deux en un.